# Guizhou WS-13
Le WS-13 (chinois : 涡扇-13 ; pinyin : Wōshàn-13, signifiant « Turbofan-13 »), nom de code « Taishan », est un turboréacteur à double flux conçu et fabriqué par la société chinoise Guizhou Aircraft Industry Corporation afin de propulser l'avion léger multirôle JF-17 Thunder, développé conjointement par la Chine et le Pakistan, et dans un futur proche le chasseur furtif de cinquième génération chinois J-31, toujours en cours de développement (2017).

## Conception et développement
La Chine démarra le développement du Taishan en 2000 afin de remplacer le turboréacteur à double flux de construction russe Klimov RD-93, qui avait été sélectionné dans les années 1990 pour équiper l'avion léger JF-17. Le moteur est conçu pour une durée de vie de 2 200 heures, et une version améliorée, produisant une poussée d'environ 100 kN avec la postcombustion est en cours de développement.
Basé sur et dérivé du RD-33,, le WS-13 Taishan fut certifié en 2007 et sa production en série démarra en 2009. L'édition du 18 mars 2010 du rapport HKB déclara qu'un FC-1 équipé du WS-13 avait effectué son premier essai de roulage avec succès. Des officiels présents au salon international de Farnborough, en août 2010, affirmèrent qu'un JF-17 de développement effectuait alors des vols de tests avec un moteur chinois, qui pourrait bien avoir été un WS-13. En novembre 2012, Aviation Week rapporta qu'un JF-17 volait en Chine avec le moteur WS-13.
Au salon de Paris-Le Bourget de 2015, les officiels chinois ont affirmé que le JF-17 volait désormais avec son moteur chinois WS-13, et qu'une première vente à l'international avait été effectuée, sans toutefois dévoiler le nom du client.

## Caractéristiques techniques
Le WS-13 est un turboréacteur à double flux, double corps, et postcombustion développé à partir du RD-33 russe.
Il est doté d'un compresseur axial basse-pression (BP) à 3 étages doté de solides pales en titane à large corde, utilisant la technologie des disques aubagés monoblocs, alimenté en air frais à travers des guides aérodynamiques à incidence variable commandée par ordinateur, permettant d'étendre la plage de fonctionnement du moteur. Ce compresseur est suivi d'un compresseur axial haute-pression (HP) à 8 étages, dont les trois premiers sont également assistés par des guides à incidence variable. La section de turbine est divisée entre la turbine HP, à un étage et à pales creuses refroidies par de l'air prélevé au niveau du compresseur, et la turbine BP, également à un étage en métal monocristallin. Entre le compresseur et la turbine se trouve une chambre de combustion annulaire.
Le moteur est contrôlé par un système numérique de type FADEC, et ses accessoires et sa boîte à engrenages réducteurs sont situés au-dessous du moteur. À l'avant se trouve une unité de puissance auxiliaire de type micro-turbomoteur. La plupart des éléments du RD-33 sont utilisables sur le WS-13, seule une petite partie des éléments du « nouveau » étant réellement différente de ceux utilisés sur le moteur russe. L'autre grande différence se situe au niveau des matériaux utilisés, qui permettraient de doubler la durée de vie et du moteur, ainsi que l'intervalle de temps entre deux opérations de maintenance majeures. Cet intervalle serait de 810 heures, tandis-que la durée de vie du moteur serait de 2 200 heures.

## Versions
- WS-13 : 86 kN de poussée avec postcombustion[2] ;
- WS-13A : Version à fort taux de dilution (2 : 1)[3] ;
- WS-13E : Version plus puissante, produisant une poussée de 90 kN avec postcombustion.

## Applications
- JF-17 Thunder
- Shenyang FC-31